# Bok (broń)

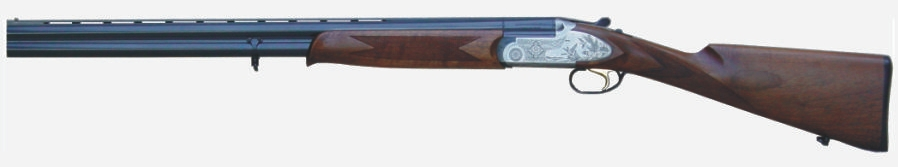
Strzelba Browning Citori typu bok

Przekrój luf nadlufki

Bok (inaczej nadlufka) – typ broni myśliwskiej posiadającej dwie lufy w układzie pionowym.
Nazwa powstała od nazwiska konstruktora niemieckiego.
Zalety względem dubeltówki:
- jest wygodna dla dłoni i palców lewej ręki, gdyż kciuk nie przeszkadza w celowaniu  (posiada wysokie, wąskie czółenko). Czółenko chroni palce przed dotykiem często gorących luf lub zmrożonych podczas polowań zimą
- daje większe pole widzenia, które umożliwia szybsze mierzenie, oraz łatwiejsze branie poprawek na ruch celu
- siła odrzutu jest dobrze amortyzowana, bo większą powierzchnią mięśni piersiowo-naramiennych. Nie występuje przy odrzucie moment odchylający
- obciążenie mechanizmów zamykających nadlufkę jest niewielkie, gdyż siła reakcji ma kierunek równoległy do linii strzału